# Synaptomys
Synaptomys é um gênero de roedores da família Cricetidae.

## Espécies
- Synaptomys borealis (Richardson, 1828)
- Synaptomys cooperi Baird, 1858